# Lingua guaraní
La lingua guaraní è una lingua tupi-guaraní, parlata in Paraguay e in altri stati dell'America meridionale.
Al 2022 il guaraní paraguayano è parlato da 6,5 milioni di parlanti totali.

## Distribuzione geografica
Secondo Ethnologue, la lingua guaraní nel 2013 era parlata complessivamente da quasi 5 milioni di persone, di cui oltre 4,5 milioni in Paraguay. Il resto dei locutori di questa lingua sono sparsi tra Argentina, Bolivia e Brasile.

### Lingua ufficiale
La Costituzione del Paraguay riconosce il guaraní come lingua ufficiale assieme al castigliano.

### Dialetti e lingue derivate
Lo standard ISO 639-3 classifica il guaraní come macrolingua composta dai seguenti membri:
- lingua ava guaraní o chiripá (codice ISO 639-3 nhd)
- lingua guaraní boliviana occidentale (gnw)
- lingua guaraní boliviana orientale (gui)
- lingua guaraní paraguaiana (gug)
- lingua mbyá guaraní (gun)

Tra tutti i suddetti dialetti della lingua guaraní, quello paraguaiano è il più diffuso, giacché risulta parlato da 6,5 milioni di persone in Paraguay, oltre che da un numero più basso di persone in Argentina.
L'ava guaraní è parlato da 15.900 persone in Argentina, Brasile e Paraguay, per la maggior parte appartenenti al gruppo etnico degli Apapocuva.
La variante boliviana occidentale viene parlata da 7.000 persone in Bolivia, nel dipartimento di Chuquisaca, mentre quella boliviana orientale ha circa 36.900 parlanti in Bolivia, nella zona centro meridionale del fiume Parapetí, ma anche in Argentina e Paraguay.
Infine, il mbyá guaraní assomma circa 15.000 locutori tra Argentina, Brasile e Paraguay.

## Storia
Nel 2007 è divenuta una delle sessantatré lingue con cui il Papa pronuncia il suo messaggio natalizio durante la benedizione Urbi et Orbi.

## Sistema di scrittura
Per la scrittura viene utilizzato l'alfabeto latino.